# 1937 CK
1937 CK är en asteroid i huvudbältet som upptäcktes den 10 februari 1937 av okänd astronom i Uccle. Då den tappades bort några dagar efter upptäckten, har den inte tilldelats ett löpnummer.